# LGA 1356
LGA 1356, även känd som Socket B2 är en processorsockel för Intel-processorer, inriktad på 2P (Dubbla processorsocklar) marknadssegmentet.